# Telenomus podisi
Telenomus podisi é uma espécie de microvespa parasitóide descrita por William Harris Ashmead em 1893 e pertencente à família Platygastridae.

## References
1. ↑  {https://www.embrapa.br/busca-de-publicacoes/-/publicacao/1018928/manejo-da-criacao-de-telenomus-podisi-hymenoptera-platygastridae-associado-a-dois-hospedeiros-tibraca-limbativentris-hemiptera-pentatomidae-e-euschistus-heros-hemiptera-pentatomidae}